# Суня (река)
Суня — река в Хорватии, правый приток Савы.
Длина — 69 км, площадь бассейна — 462 км².
Исток реки находится на склонах холмистого массива Зринска Гора двадцатью километрами западнее города Хрватска-Костайница. В верховьях течёт на северо-восток, затем на юго-восток, пока в посёлке Маюр (2 км к северу от Хрватска-Костайницы) вновь не разворачивается на северо-восток. В посёлке Суня река поворачивает на восток, за посёлком входит на территорию Лоньского поля. Впадает в Саву около деревни Пуска (Puska).